# Luzoni sámarigó
A luzoni sámarigó (Copsychus luzoniensis) a madarak osztályának a verébalakúak (Passeriformes) rendjéhez és a légykapófélék (Muscicapidae) családjához tartozó faj.

## Rendszerezése
A fajt Heinrich von Kittlitz német ornitológus írta le 1832-ben, a Turdus nembe Turdus luzoniensis néven. Besorolása vitatott, egyes szervezetek a Kittacincla nembe sorolják Kittacincla luzoniensis néven.

## Alfajai
- Copsychus luzoniensis luzoniensis (Kittlitz, 1832) - Luzon és Catanduanes szigete
- Copsychus luzoniensis parvimaculatus (McGregor, 1910) - Polillo
- Copsychus luzoniensis shemleyi duPont, 1976 - Marinduque
- Copsychus luzoniensis superciliaris (Bourns & Worcester, 1894) -  Ticao, Masbate, Negros és Panay

## Előfordulása
Délkelet-Ázsiában, a Fülöp-szigetek területén honos. Természetes élőhelyei a szubtrópusi vagy trópusi síkvidéki esőerdők. Állandó, nem vonuló faj.

## Megjelenése
Testhossza 17–18 centiméter , testtömege 22,8–25,3 gramm.

## Életmódja
Feltehetően kisebb gerinctelenekkel táplálkozik.

## Természetvédelmi helyzete
Az elterjedési területe elég nagy, egyedszáma viszont csökken, de még nem éri el a kritikus szintet. A Természetvédelmi Világszövetség Vörös listáján nem fenyegetett fajként szerepel.